# Західне (Старобільський район)
За́хідне — село в Україні, у Чмирівській сільській громаді Старобільського району Луганської області. Населення становить 100 осіб.
У енциклопедичному виданні «Історія міст і сіл Української РСР» від 1968 р. назва цього села подається «Западне» і належало тоді воно до Караяшниківської сільської ради.

## Пам'ятки
На схід від села розташоване заповідне урочище «Широке».